# Cañón M1 37 mm
El M1 37 mm era un cañón automático antiaéreo estadounidense. Fue empleado por el Ejército de Estados Unidos en la Segunda Guerra Mundial.

## Historia y desarrollo
Además de la variante remolcada, el cañón fue montado sobre un afuste de pedestal junto a dos ametralladoras Browning M2 a bordo de los semiorugas M2 y M3, dando origen a la serie de semiorugas T28/T28E1/M15/M15A1.
En las primeras etapas de la Segunda Guerra Mundial, cada batallón de cañones automáticos de la artillería antiaérea del Ejército fue equipado con un total de treinta y dos M1 37 mm, distribuidos en cuatro baterías, además de otras piezas de artillería antiaérea.
Durante la Segunda Guerra Mundial, el M1 37 mm fue desplegado para la defensa costera de Estados Unidos en baterías antitorpederas junto a cañones de 90 mm, usualmente compuestas por cuatro cañones de 90 mm y dos de 37 mm. Algunas de estas baterías estaban compuestas por cuatro cañones de 37 mm, pero la mayoría de fuentes ofrecen poca información sobre estas baterías. En las etapas finales de la guerra, el M1 37 mm fue usualmente reemplazado por el Bofors 40 mm.

## Componentes
Dos cañones estaban conectados al director de disparo M5 mediante el sistema de control remoto M1. El sistema era alimentado por un generador M5. Si el sistema remoto estaba inoperativo, se empleaba el sistema de puntería M5.

## Munición
El M1 37 mm disparaba munición unitaria 37 x 223 SR.
| Munición disponible |                       |                           |                 |                   |                             |
| Tipo                | Modelo                | Peso (munición/proyectil) | Carga explosiva | Velocidad de boca | Alcance horizontal/vertical |
| APC-T               | Proyectil M59A1 APC-T | 1,44/0,87 kg              | -               | 625 m/s           | 5.290/3.660 m               |
| HE-T                | Obús M54 HE-T SD      | 1,21/0,61 kg              |                 | 792 m/s           | 8.275/5.760 m               |

| Penetración de blindaje |       |       |         |         |
| Munición / Distancia | 457 m | 914 m | 1.371 m | 1.828 m |
| Proyectil M59A1 APC-T (blindaje homogéneo, en ángulo de 30°) | 23 mm | 18 mm | 15 mm   | 13 mm   |
| Proyectil M59A1 APC-T (blindaje templado, en ángulo de 30°) | 25 mm | 18 mm | 15 mm   | 13 mm   |
| Se han empleado distintos métodos para medir la penetración de blindaje en diferentes países y épocas. Por lo tanto, la comparación directa es con frecuencia imposible. |       |       |         |         |

## Variantes
El cañón automático M9 37 mm era un derivado del cañón antiaéreo M1A2. Tenía una caña de 1.880 mm de longitud, pesaba 183,7 kg (solo su caña pesaba 54,4 kg), tenía una velocidad de boca de 914,4 m/s y una cadencia de 150 disparos/minuto. Fue empleado a bordo de las lanchas torpederas PT hacia 1944 en el Frente del Pacífico durante la Segunda Guerra Mundial, reemplazando al M4.  

## Comparación con otros cañones antiaéreos de 37 mm
| País                          | Cañón                                | Cadencia (disparos/minuto) | Peso del proyectil | Peso al disparar |
| ----------------------------- | ------------------------------------ | -------------------------- | ------------------ | ---------------- |
| Bandera de Estados Unidos     | M1 37 mm                             | 120                        | 0,87 kg            | 104,4 kg         |
| Bandera de Alemania nazi      | 3,7 cm SK C/30                       | 30                         | 0,74 kg            | 22,2 kg          |
| Bandera de Francia            | Canon de 37 mm Modèle 1925           | 15-21                      | 0,72 kg            | 10,8–15,12 kg    |
|                               | Cannone-Mitragliera da 37/54 (Breda) | 60-120                     | 0,82 kg            | 49,2–98,4 kg     |
| Bandera de Alemania nazi      | 3,7 cm FlaK 18/36/37/43              | 150                        | 0,64               | 96 kg            |
| Bandera de la Unión Soviética | M1939 (61-K)                         | 80                         | 0,73 kg            | 58,4 kg          |
| Bandera del Reino Unido       | Cañón naval QF de 2 libras           | 115                        | 0,91 kg            | 104,6 kg         |
| Bandera de Suecia             | Bofors 40 mm                         | 120                        | 0,90 kg            | 108 kg           |